# Гузар Дмитро
Дмитро Гузар (26 жовтня 1823 — 2 березня 1908, Завалів) — священник УГКЦ, почесний крилошанин митрополичої капітули, парох у Завалові від 1856 р., прадід Любомира Гузара.

## Біографія
Докладніше: Гузарі
Народився 26 жовтня 1823 року ву сім'ї Івана Гузара. Ім'я латинкою: Demetrius Huzar.
Навчався у Львівській духовній семінарії Св. Духа, у 1849 році був висвячений на священника.
Від 1850 до 1851 року був сотрудником церкви в Городку, а з 1851 до 1855 — у церкві Успіння Пресвятої Богородиці у Львові (Dormition).

Завалівський дідич Климентій Рачинський запропонував Дмитру Гузару парафію в Завалові, куди він переїхав у 1856 році:
Завалівський дідич Климентій Рачинський, перебуваючи у Львові на богослужінні в Преображенській церкві, почув спів молодого священника о. Димитрія Гузара. Йому він і запропонував парафію в Завалові. Щоб заохотити священника, дідич подарував церкві 150 моргів поля, 60 кубометрів дров річно і 4 вози будівельного матеріалу. Отець Димитрій Гузар погодився і у 1856 році переїхав до Завалова.
На момент переїзду він вже був одружений з Кароліною Шуберт (Шубертівною) Гузар, римо-католичкою, і мав двох синів — Володимира та Євгена. Уже в Завалові народилися син Лев (1858) та дочка Ольга (1860).
У 1856-1908 - парох церкви Св. Архістратига Михаїла, мурована будівля постала у 1893 році. До парафії також належала каплиця Св. Юра в с. Заставче.
У 1883 році на Великдень о. Дмитро Гузар приймав у себе в гостях визначного українського філософа і письменника Івана Франка, в результаті вийшла Франкова стаття «Два образи в церкві Завалівській» в журналі «Зоря», 1883 р.
О. Дмитро підтримав рух «Хрести тверезості», пам'ятні хрести досі стоять перед церквою Св. Михаїла. «Завдяки отцям Гузарам (Димитрові і його синові Євгену) зросла національна свідомість у прихожан завалівської парафії».
У Завалівській церкві  збереглася чаша, яку йому подарували на 50-ліття священства (чашу досі вживають для причастя), на якій написано: «Кир Димитрію Гузареви Парохіяни 1855-20/10-1905». Почесний крилошанин Митрополичої капітули в 1903-1908.
Помер отець Дмитро Гузар 2 березня 1908 року. Хоронив його прелат Бачинський зі Львова в супроводі двох деканів, 18 священників та «непроглядної маси народу» в церкві Св. Архистратига Михаїла. Місце його вічного спочинку — на Заставецькому цвинтарі біля дружини Кароліни, котра упокоїлася ще 29 травня 1881 року. Напис на надгробку: «О. Димитрій Гузар, почесний крилошанин митроп. Капітули, руський парох в Завалові від 1856 р., член українських товариств, добродій усіх потребуючих.»